# Main Divide Cycle Race
Main Divide Cycle Race – wyścig kolarski rozgrywany późnym latem w Nowej Zelandii.

## Historia
| Nr   | Rok  | Zwycięzca         |
| ---- | ---- | ----------------- |
| I    | 2003 | Gregory Henderson |
| II   | 2004 | Ben Robson        |
| III  | 2005 | Oliver Pearce     |
| IV   | 2006 | Scott McDonnell   |
| V    | 2007 | Oliver Pearce     |
| VI   | 2008 | Joseph Chapman    |
| VII  | 2009 | Daniel Barry      |
| VIII | 2010 | Michael Vink      |
| IX   | 2013 | Michael Vink      |